# Centranthus calcitrapa
Centranthus calcitrapa là một loài thực vật có hoa trong họ Kim ngân. Loài này được (L.) Dufr. mô tả khoa học đầu tiên năm 1811.

## Hình ảnh

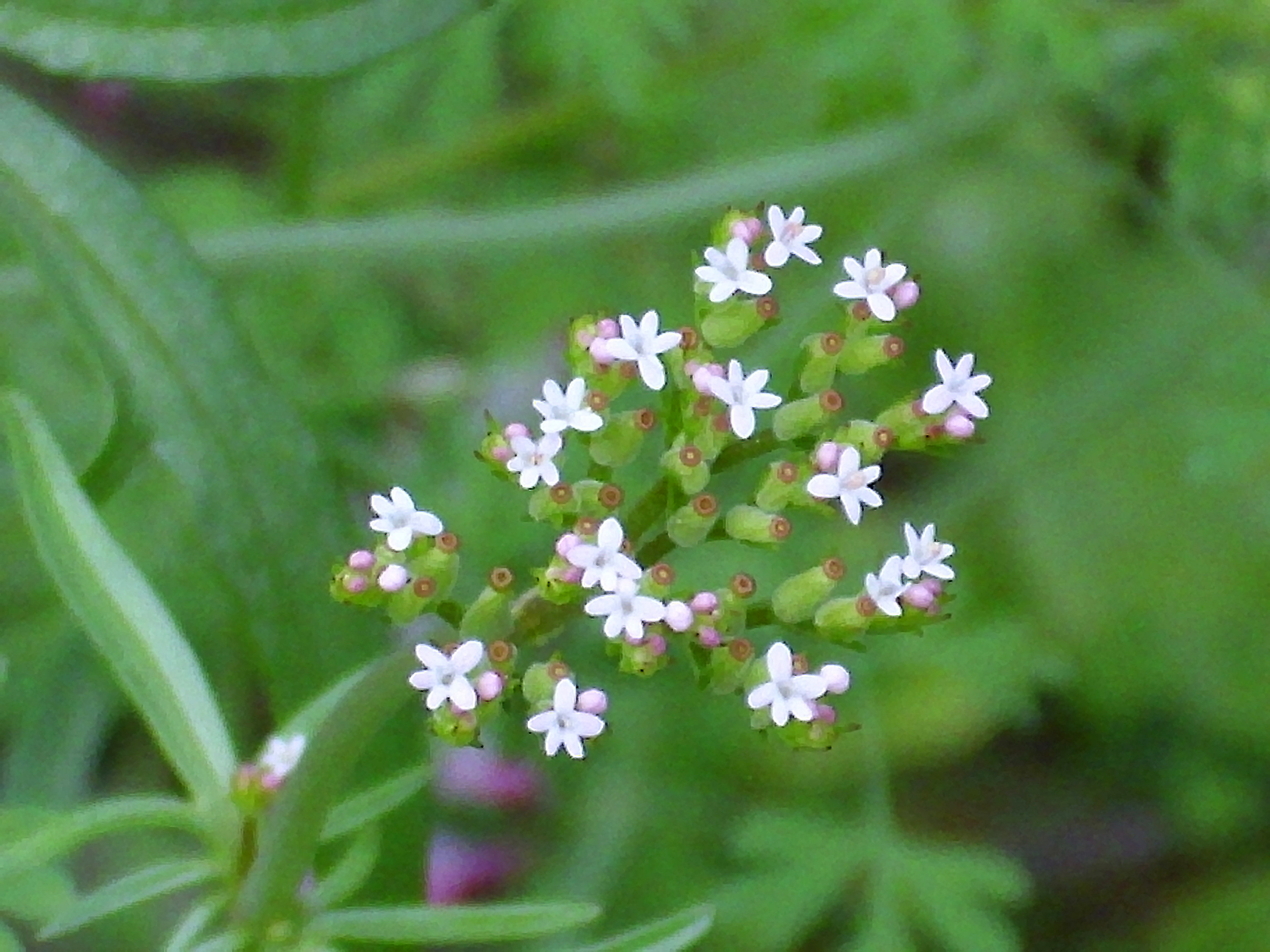
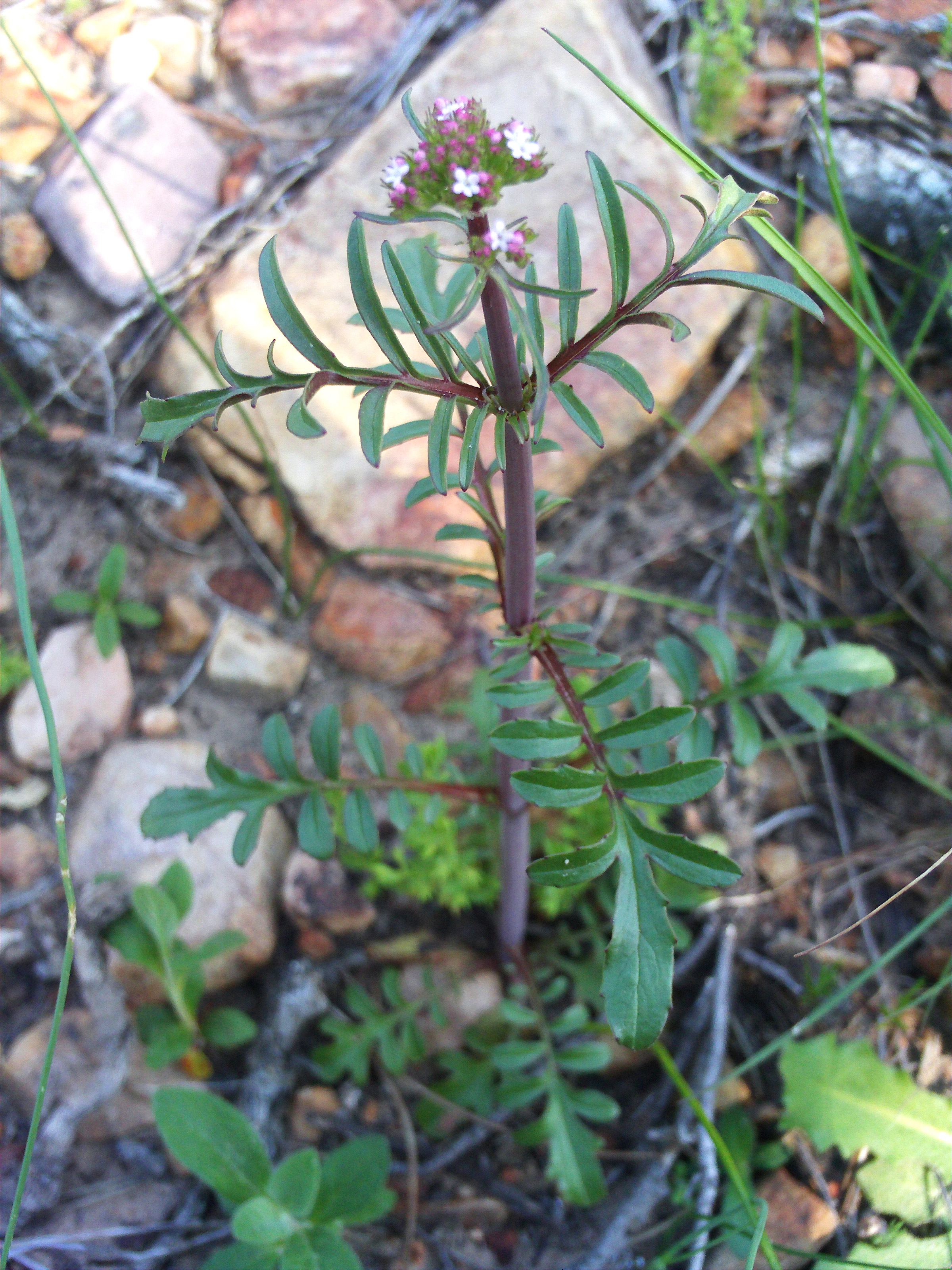